# Untergruppenbach
Untergruppenbach – miejscowość i gmina w Niemczech, w kraju związkowym Badenia-Wirtembergia, w rejencji Stuttgart, w regionie Heilbronn-Franken, w powiecie Heilbronn, wchodzi w skład związku gmin Schozach-Bottwartal. Leży ok. 6 km na południowy wschód od Heilbronn, przy autostradzie A81.

## Galeria

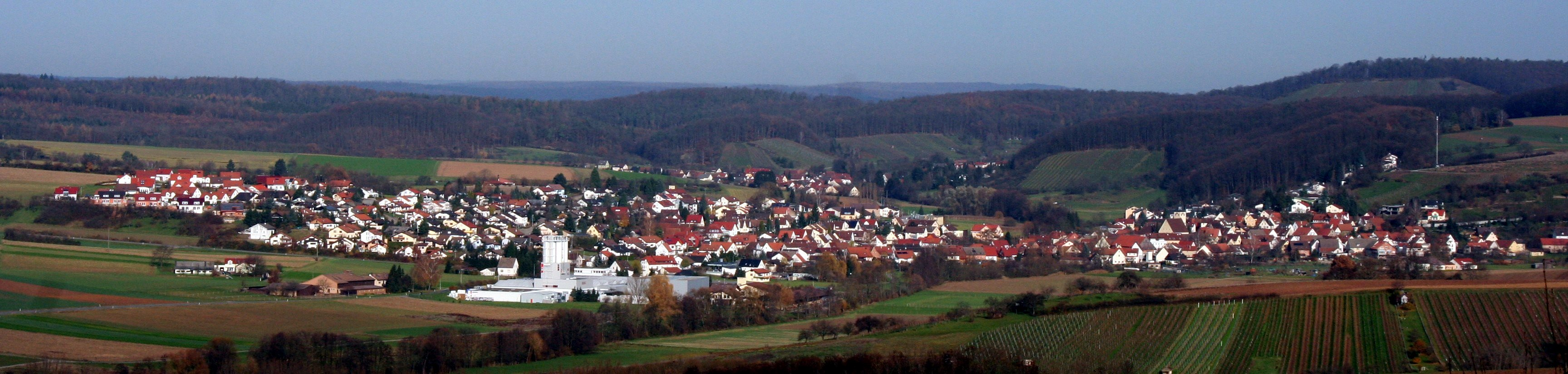
Dzielnica Unterheinriet
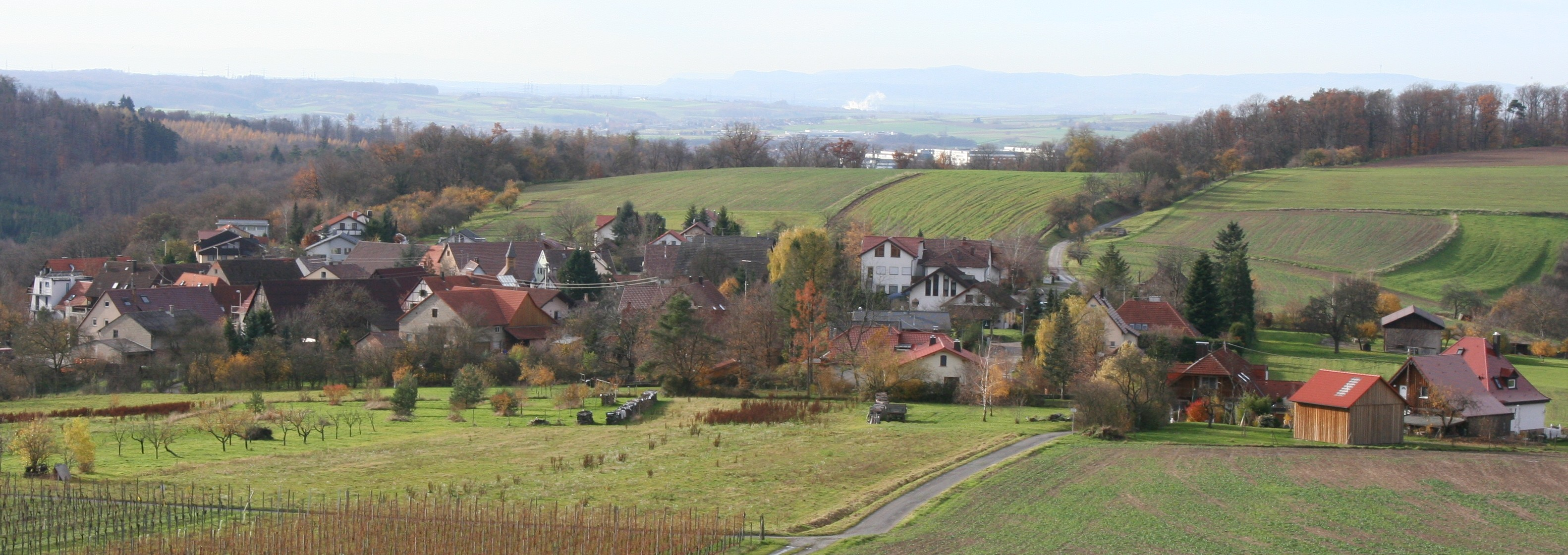
Osiedle Vorhof
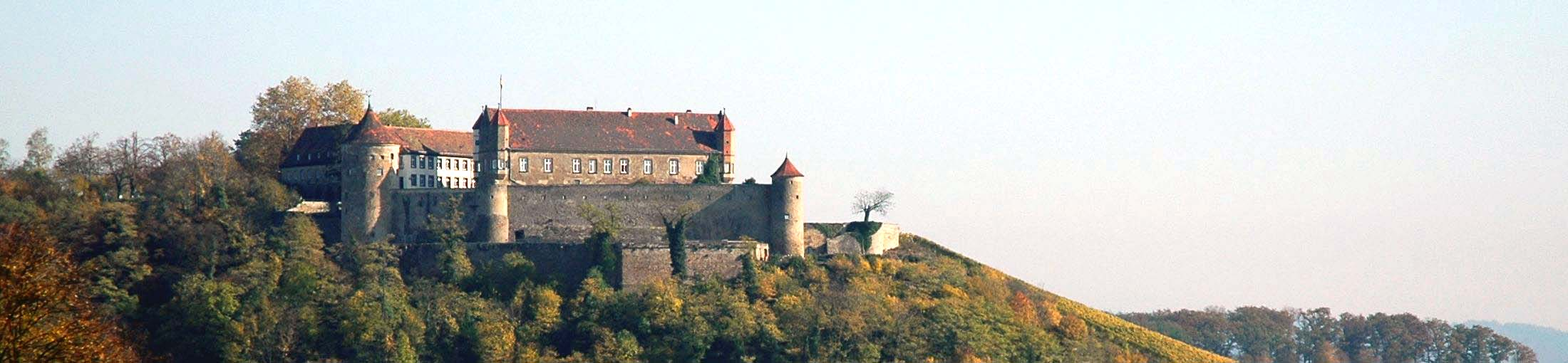
Zamek Steffenfels